# NGC 1308
NGC 1308 este o galaxie lenticulară situată în constelația Eridanul. A fost descoperită în 30 septembrie 1786 de către William Herschel. Se află la o distanță de 85,19 de megaparseci de Pământ.